# Nagroda Grammy w kategorii Best New Age Album
Nagroda Grammy w kategorii Best New Age Album przyznawana jest od 1987 roku. Nazwa kategorii była na przestrzeni lat zmieniana kilka razy:
- W 1987 nazywała się Best New Age Recording
- Od 1988 do 1991 nazywała się Best New Age Perfomance
- Od 1992 nazywa się Best New Age Album

Nagroda przyznawana jest za nagrania/prace zarejestrowane w roku poprzedzającym daną nominację.

## Lata 10. XXI wieku
- Nagroda Grammy w 2018
  - Peter Kater za Dancing on Water
- Nagroda Grammy w 2017
  - White Sun za White Sun II
- Nagroda Grammy w 2016
  - Paul Avgerinos za Grace
- Nagroda Grammy w 2015
  - Ricky Kej i Wouter Kellerman za Winds of Samsara
- Nagroda Grammy w 2014
  - Laura Sullivan za Love's River
- Nagroda Grammy w 2013
  - Omar Akram za Echoes of Love
- Nagroda Grammy w 2012
  - Pat Metheny za What's It All About
- Nagroda Grammy w 2011
  - Paul Winter Consort za Miho: Journey to the Mountain
- Nagroda Grammy w 2010
  - David Darling za Prayer for Compassion

## Lata 00. XXI wieku
- Nagroda Grammy w 2009
  - Jack DeJohnette za Peace Time
- Nagroda Grammy w 2008
  - Paul Winter Consort za Crestone
- Nagroda Grammy w 2007
  - Enya za Amarantine
- Nagroda Grammy w 2006
  - Paul Winter Consort za Silver Solstice

- Nagroda Grammy w 2005
  - Will Ackerman za Returning
- Nagroda Grammy w 2004
  - Steven Rodby (producent) oraz Pat Metheny (inżynier dźwięku, producent oraz artysta) za One Quiet Night
- Nagroda Grammy w 2003
  - Les Kahn (inżynier dźwięku), Eric Tingstad (inżynier dźwięku, producent oraz artysta) oraz Nancy Rumbel (producent oraz artysta) za Acoustic Garden
- Nagroda Grammy w 2002
  - Nicky Ryan (inżynier dźwięku oraz producent) oraz Enya (inżynier dźwięku oraz artysta) za A Day Without Rain
- Nagroda Grammy w 2001
  - Gary Barlough, Peter R. Kelsey (inżynierzy dźwięku) oraz Kitarō (producent oraz artysta) za Thinking of You
- Nagroda Grammy w 2000
  - Paul Winter za Celtic Solstice

## Lata 90. XX wieku
- Nagroda Grammy w 1999
  - Clannad za Landmarks
- Nagroda Grammy w 1998
  - Michael Hedges za Oracle
- Nagroda Grammy w 1997
  - Enya za The Memory of Trees
- Nagroda Grammy w 1996
  - George Winston za Forest
- Nagroda Grammy w 1995
  - Paul Winter za Prayer for the Wild Things
- Nagroda Grammy w 1994
  - Paul Winter Consort za Spanish Angel
- Nagroda Grammy w 1993
  - Enya za Shepherd Moons
- Nagroda Grammy w 1992
  - Chip Davis za Fresh Aire 7
- Nagroda Grammy w 1991
  - Mark Isham za Mark Isham
- Nagroda Grammy w 1990
  - Peter Gabriel za Passion: Music for The Last Temptation of Christ

## Lata 80. XX wieku
- Nagroda Grammy w 1989
  - Shadowfax za Folksongs for a Nuclear Village
- Nagroda Grammy w 1988
  - Yusef Lateef za Yusef Lateef's Little Symphony
- Nagroda Grammy w 1987
  - Andreas Vollenweider za Down to the Moon